# スコパ
スコパ（イタリア語: scopa）は、イタリアで人気のあるトランプゲームである。花札に似ているが、山札と場札をあわせることはなく、1枚の手札を複数の場札と合わせることができる。また、場札を一掃することが非常に重要である。
欧米各地に似たゲームが存在する。英語圏ではカシノがよく知られている。

## ルール
スコパのルールには正式なものがなく、かなりの地域差が存在する。ここでは、Parlett(1992,2004)に従う。
2人または3人で競技する。カードにはラテンスタイルの40枚のカードを使用する。ラテンスタイルのカードには棍棒・剣・カップ・貨幣の4つのスートがあり、絵札は王(re)・騎士(cavallo、文字通りには「馬」)・歩兵(fante)の3種類がある。数札はA(asso)から7までが存在する。
スコパではAを単に1として扱う。絵札のうち歩兵は8・騎士は9・王は10として扱う。

### プレイ
最初のディーラーは何らかの方法で決める。プレイごとにディーラーは反時計回りに移動する。
ディーラーは各競技者に3枚ずつの手札を配り、場札として4枚を表向きに置く。残りは山札とする。ディーラーの右隣から反時計回りにプレイする。
各競技者は自分の番が来たら、以下のいずれかの方法で手札と場札を合わせて取ることを試みる。
1. 手札の1枚とおなじランクのカードが場に出ている場合、その手札と場札を合わせることで、2枚を取ることができる。（注意：カシノと異なり、場に同一ランクのカードが2枚以上ある場合、そのうちの1枚しか取れない）
2. 場札2枚以上の合計が手札の1枚と一致する場合、その手札を出すことで複数の場札を取ることができる。たとえば歩兵（8）が手札にあり、場札にAと7があれば、歩兵・A・7の3枚を取ることができる。

1枚の手札で上記 1 と 2 の両方の取り方ができる場合、かならず 1 を優先しなければならない。
どちらもできない場合は、手札から1枚を捨てて場札に加える。場札を取れる場合はかならず取らなければならない。
取ったカードは裏向けにして自分の前に置く。ただし、全部の場札を取ることができた場合（これをスコパと呼ぶ）、場札を取るのに使った手札は表を向けて置く。
手札を使いはたしたら、山札からふたたび3枚ずつを配る。
手札・山札をともに使いはたしたらプレイは終了する。このとき場に残っているカードがあったら、それはすべて最後に場札を取った競技者のものになる。

### 特殊ルール
最初に場に王が3枚以上出たときは、配りなおす。

### 得点計算
スコパの得点計算はやや複雑であり、5つのカテゴリーに分かれる。
1. スコパ（scope） - スコパは1回につき1点を得る。
2. カード枚数（carte） - 取ったカード枚数がもっとも多い者が1点を得る。同点複数の場合は誰も点を得ない。
3. デナリ（denari） - 貨幣のカードを一番多く取った者が1点を得る。同点複数の場合は誰も点を得ない。
4. セッテベッロ（settebello） - 貨幣の7を取った者が1点を得る。
5. プリミエラ（primiera） - 4つの異なるスートのカードを獲得している場合、各スートから1枚ずつを取りだして、プリミエラというポーカーに似たゲームのやり方で点数を計算する。点数のもっとも多い者が1点を得る。

最後のプリミエラだが、各カードはランクによって下のような点数を持っているので、合計点数が最大になるように4枚のカードを選ぶ。
| ランク | 7  | 6  | A  | 5  | 4  | 3  | 2  | 絵札（王・騎士・歩兵） |
| 点数   | 21 | 18 | 16 | 15 | 14 | 13 | 12 | 10                     |

誰かが11点に達したらゲームの終了となり、点数のもっとも多い者が最終的な勝者となる。

## 変種
スコパにはさまざまの変種が存在する。Aで場札がすべて取れるもの（scopa d'assi）、場札と手札の合計が15になるように取るもの（scopa a 15）、花札のように特定のカードの組み合わせで出来役が作れるものなど。

### スコポーネ
スコポーネ（scopone）は、4人の競技者で行うスコパの変種である。向かいあった2人ずつがチームを組む。場札は4枚、手札は9枚ずつで、山札は存在しない。得点を計算するときはチームの獲得したカードを合算する。
変種として、手札が10枚ずつで、場札ゼロから始めるものもある。これは運にたよる部分が少ないので、科学的スコポーネ（scopone scientifico）と呼ぶ。

## その他
名鉄パノラマカーや小田急ロマンスカーNSE車など日本の展望電車にも影響を与えたイタリア国鉄のETR300電車の愛称「セッテベッロ」は、このゲームの切り札の名に由来する。これはもともと、秘密製作されていたこの列車に関わっていた労働者の間で隠語としてつけられた名だった。